# Lan thanh nga
Lan thanh nga (danh pháp khoa học: Vanda denisoniana) là một loài phong lan có ở Trung Quốc (Vân Nam) tới phía bắc Đông Dương.

## Hình ảnh

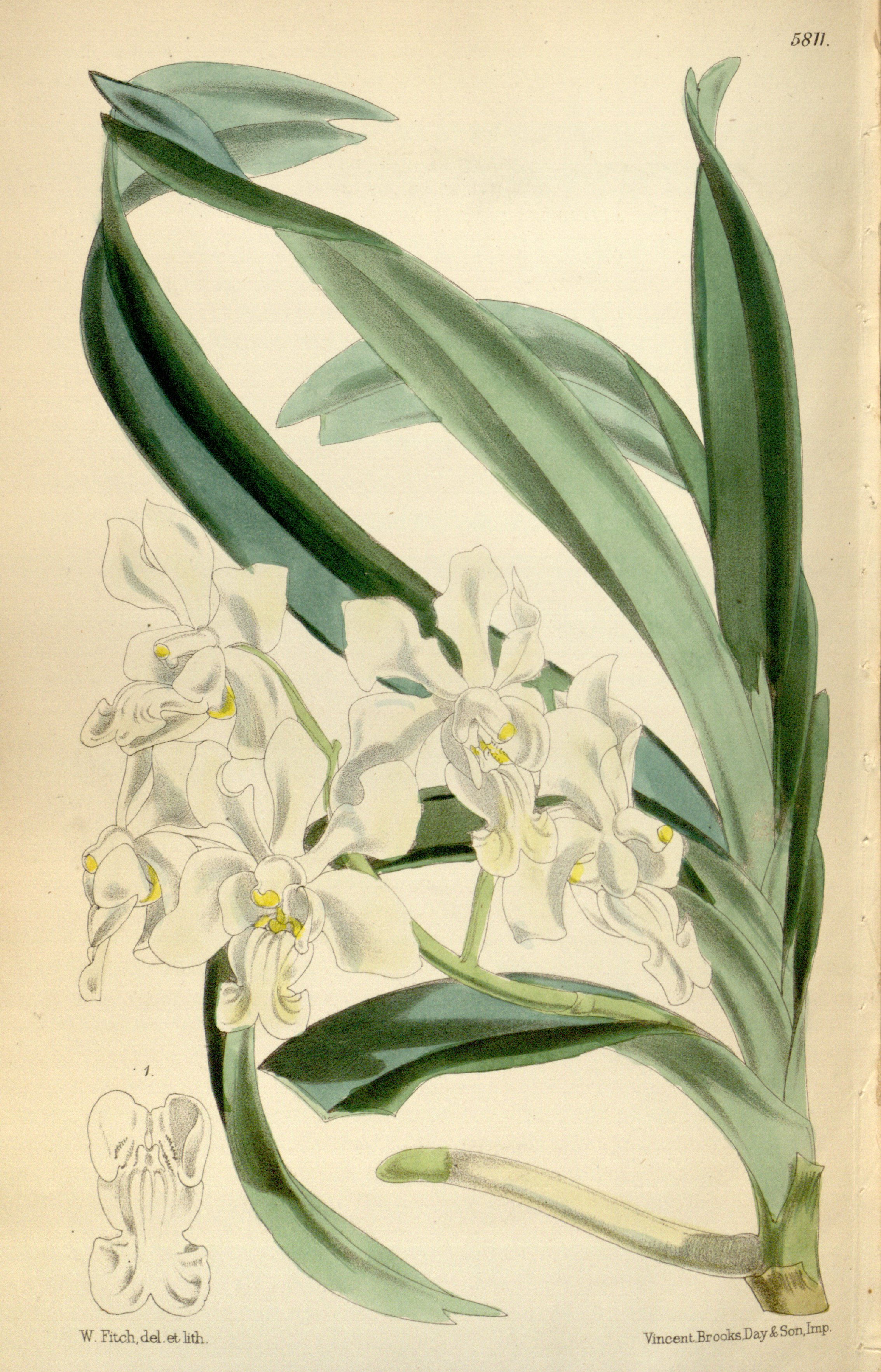
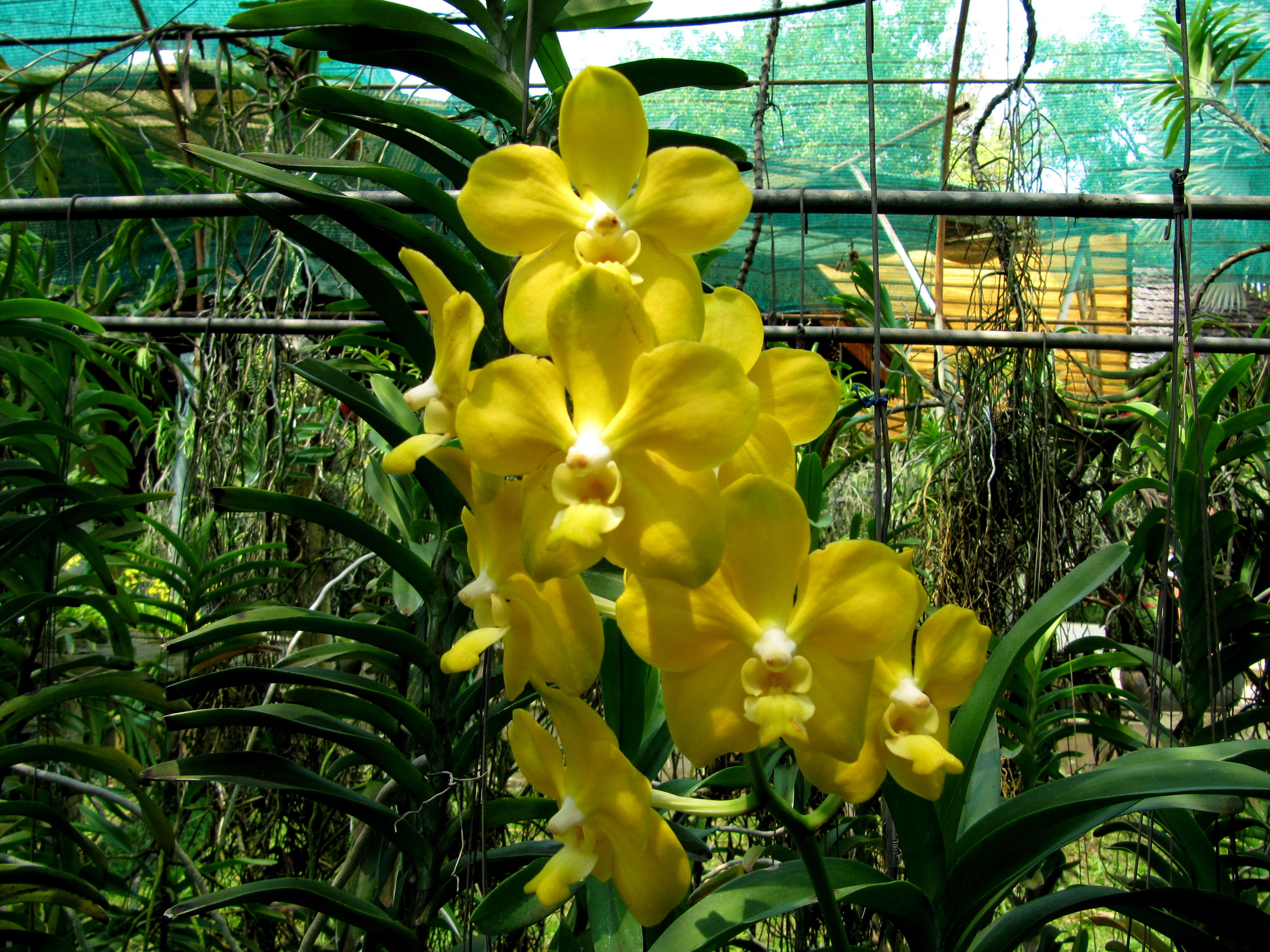
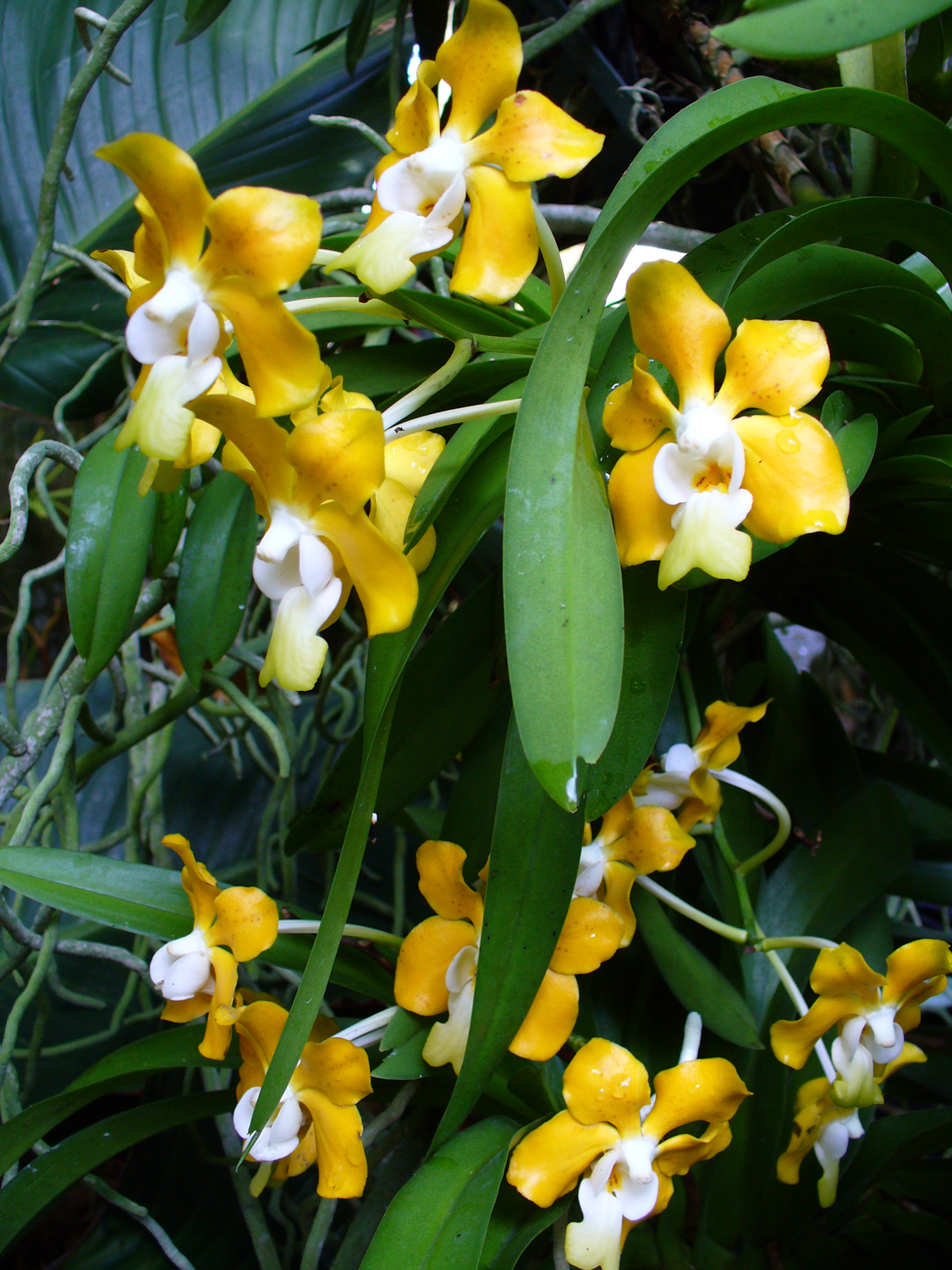

- Tập tin:Vanda denisoniana - Flicker 003.jpg